# مدیر منابع انسانی (فیلم)
مدیر منابع انسانی (عبری: שליחותו של הממונה על משאבי אנוש‎) فیلمی در ژانر درام به کارگردانی اران ریکلیس است که در سال ۲۰۱۰ منتشر شد. از بازیگران آن می‌توان به مارک ایوانیر و گیلا آلماگور اشاره کرد.